# 埃德加·拉文斯伍德·韋特
埃德加·拉文斯伍德·韋特（英語：Edgar Ravenswood Waite，1866年5月5日—1928年1月19日）是一名澳大利亞動物學家、魚類學家、兩棲爬蟲動物學家和鳥類學家。
韋特生於英國約克郡利茲，是銀行職員約翰·韋特（John Waite）與妻子珍·沃斯（Jane Vause）的次子。韋特在利茲教區教堂中級學校和曼徹斯特維多利亞大學接受教育。1888年，他被任命為利茲博物館的副館長，三年後被任命為館長。1892年4月7日，韋特在利茲的聖馬修堂區教堂與蘿斯·伊迪絲·格林（Rose Edith Green）結婚。1893年，韋特成為雪梨澳洲博物館的動物學家。1893年至1906年，他擔任該館的魚類館長。
韋特在威廉·约翰逊·索拉斯教授和葉吉沃茲·大衛教授的領導下，陪同澳大利亞博物館的查爾斯·赫德利參加了1896年皇家協會的富納富提珊瑚礁鑽探考察。在前往埃利斯群島（現稱吐瓦魯）的富纳富提考察之後，韋特出版了《富納富提的哺乳類、爬蟲類和魚類》（The mammals, reptiles, and fishes of Funafuti）一書。
在爬蟲學的科學領域中，他描述了多種新的爬蟲類。1898年，韋特出版了《澳洲蛇類的通俗說明》（Popular Account of Australian Snakes）一書。
他曾參加H.M.C.S Thetis號進行的拖網探險，並撰寫了有關魚類的報告，他也報告了西澳洲政府拖網捕魚的情況。他參與數次亞南極島嶼的探險活動，包括1907年亞南極群島科學考察、新幾內亞島以及澳洲內陸。韋特在澳洲博物館的工作結束時，博物館已收藏了18,000件標本。之後，他在紐西蘭坎特伯雷博物館擔任了八年的館長，之後在1914年3月接受南澳州立博物館的職位。
韋特是第一位在論文中使用詳細插圖的澳洲魚類學家。在他的職業生涯中，他發表了約140篇論文，其中一半以上是關於魚類的。他對澳洲魚類學的主要貢獻是《南澳州的魚類》（The Fishes of South Australia，1923年）。
1926年，韋特花了一些時間研究歐洲和美國的博物館；在紐約市時，他安排了當地一家博物館的澳大利亞部分。他在新幾內亞島的時候染上了瘧疾，從那時起健康狀況就很差。1928年1月19日，韋特在荷巴特參加澳大利亞科學促進協會會議時，因傷寒在荷巴特的海布里醫院去世。他與彼得·韋特並無親屬關係，彼得·韋特的捐贈使韋特研究所得以實現。
儘管韋特生性沉默寡言，但他卻是一個多才多藝的人。他是一位語言學家和音樂家，能繪畫水彩畫，是一位模型專家，有一定的機械知識，也是一位能幹的攝影師。在他擔任博物館館長的工作中，這些事情大多都很有用，因此他的聲譽非常高。作為科學家，他最重要的工作是研究脊椎動物。他很早就是林奈學會的研究員，去世時還是南澳皇家學會的副會長。他在各種科學刊物上發表了200多篇論文。
一種澳洲盲蛇喙盲蛇（Anilios waitii）以他的名字命名。韋氏側帶小公魚（Stolephorus waitei）也以他的名字命名，該物種分布於印度太平洋。

## 所命名的分類
（列表可能不完整）
- 27个埃德加·拉文斯伍德·韋特命名的生物分类

## 延伸閱讀
- Ichthyology – Edgar Ravenswood Waite （页面存档备份，存于） at www.amonline.net.au